# Bora-Bora (cocktail)
Pour les articles homonymes, voir Bora-Bora (homonymie).
 (décembre 2017).
Si vous disposez d'ouvrages ou d'articles de référence ou si vous connaissez des sites web de qualité traitant du thème abordé ici, merci de compléter l'article en donnant les références utiles à sa vérifiabilité et en les liant à la section « Notes et références ».
Le Bora-Bora est un mocktail exotique créé à New-York dans les années 1980. Il est élaboré à base de jus d'ananas, de jus de fruit de la passion, de jus de citron et de sirop de grenadine, sans alcool ou avec du rhum ou de la vodka.

## Présentation
Ce cocktail rafraîchissant, à base de fruits exotiques, est baptisé du nom de Bora-Bora, célèbre île de Polynésie française, de l'océan Pacifique sud, à 260 km au nord-ouest de Tahiti, en Océanie[réf. nécessaire].